# Vodnik (Slovenska vojska)
Vodnik je prvi podčastniški čin v Slovenski vojski (SV). Vodnik je tako nadrejen naddesetniku in podrejen višjemu vodniku.
V skladu z Natovim standardom STANAG 2116  spada čin v razred OR-5.
Vodnik poveljuje oddelku (začetna oz. osnovna podčastniška dolžnost). Izjemoma poveljuje skupini, če je to določeno s formacijo,  Uri in usposablja posameznika in skupine v oddelku. Razvija in vzdržuje bojno pripravljenost. Izvaja bojne postopke. Vzdržuje disciplino in nadzira izvajanje nalog. Pozna program usposabljanja, pravilnike, normative, ter jih v praksi dosledno upošteva. Dnevno spremlja, preverja in ocenjuje znanje podrejenih.
Vodnik deluje v okolju kjer se »krešejo iskre«. Lahko bi ga tudi opisali kot točko, kjer se srečata kladivo in nakovalo. Ne glede na to, da je najnižji po činu v podčastniški liniji, ima največji neposredni vpliv na podrejene. Vojaki, ki so glavna moč vojske se vedno najprej srečajo z vodnikom kot prvim podčastnikom v liniji poveljevanja. Največkrat je njihov vzor ter je odgovoren za osebni izgled in urejenost vojakov.
Tipične dolžnosti so poveljnik posadke, poveljnik oddelka, PČ specialist, vodja posebne skupine.

## Oznaka
Oznaka čina je sestavljena iz ene velike, peterokotne ploščice, na kateri se nahaja lipov list.

## Zakonodaja
Vodnike imenuje minister za obrambo Republike Slovenije na predlog načelnika Generalštaba Slovenske vojske.
Vojaška oseba je lahko imenovana v čin vodnika, če s činom desetnika uspešno konča šolanje na OVSIU Šole za podčastnike Slovenske vojske.